# Liga Regional Santafesina de Football 1907
La Liga regional santafesina de football 1907 fue la primera edición del campeonato de fútbol en la ciudad de Santa Fe.
Participaron 4 equipos y el campeón fue Unión, que obtuvo su primer título de primera división.

## Tabla de posiciones final
| Pos. | Equipo           | Pts. | PJ | PG | PE | PP | GF | GC | Dif. |
| ---- | ---------------- | ---- | -- | -- | -- | -- | -- | -- | ---- |
| 1.º  | Unión            | 6    | 3  | 3  | 0  | 0  | 5  | 0  | 5    |
| 2.º  | Argentine        | 2    | 3  | 1  | 0  | 2  | 3  | 2  | 1    |
| 3.º  | Red Stars        | 2    | 3  | 1  | 0  | 2  | 2  | 1  | 1    |
| 4.º  | Central Santa Fe | 2    | 3  | 1  | 0  | 2  | 0  | 6  | −6   |